# 石田波郷新人賞
石田波郷新人賞（いしだはきょうしんじんしょう）は、俳句の賞。石田波郷にゆかりのある東京都清瀬市が、波郷の没後40周年を記念して2009年より毎年行っている「石田波郷俳句大会」の一部として開催されている賞で、30歳以下の人物による20句一組の作品で選考が行われる。同時に2句一組による一般の部（第5回大会より石田波郷賞）も開催しており、受賞作はいずれも角川学芸出版『俳句』誌に掲載されている。新人賞の選者は第1回より岸本尚毅、甲斐由起子、齋藤朝比古、佐藤郁良の4人。第14回現在は、神野紗希、佐藤郁良、西村麒麟、村上鞆彦の4人となっている。第15回大会をもって清瀬市での開催は終了したが、2025年に江東区砂町文化センターによって再開されることが発表された。

## 受賞一覧
第1回(2009年)
- 新人賞 - 西村麒麟 「静かな朝」
- 準賞 - 小野修平 「自転車の鍵」、福田浩之 「劇場より」

第2回(2010年)
- 新人賞 - 小野あらた 「白磁の中」
- 準賞 - 市川きつね 「大根」
- 奨励賞 - 山口萌人 「縄梯子」、阿久津学 「大人」

第3回(2011年)
- 新人賞 - 涼野海音 「晩夏」
- 準賞 - 大塚凱 「はなびらのやうに」
- 奨励賞 - 抜井諒一 「山無月」、小林鮎美 「深雪晴」

第4回(2012年)
- 新人賞 - 平井岳人 「街煌めく」
- 準賞 - 熊田拓郎 「鳥の模型」
- 奨励賞 - 大塚凱 「風に任せて」、佐藤雄志 「なにもしらない」

第5回(2013年)
- 新人賞 - 網倉朔太郎 「餡のいろ」
- 準賞 - 熊田拓郎 「夏惜しむ」
- 奨励賞 - 黒岩徳将 「寝台」、大塚凱 「夜は空腹」

第6回(2014年)
- 新人賞 - 堀下翔 「しがみつく」
- 準賞 - 永山智郎 「眼を得る」
- 奨励賞 - 今泉礼奈 「広がる町」、黒岩徳将 「この蔦を」、堀切克洋 「月白」

第7回(2015年)
- 新人賞 - 大塚凱「しづかな拳」
- 準賞 - 斉藤志歩 「目がふたつ」
- 奨励賞 - 米村幸祐「神殿」、藤本智子「陽の昇る星」、日下部太亮「祈るてのひら」

第8回(2016年）
- 新人賞 - 斉藤志歩「にぎる」
- 準賞 - 小山玄黙「満帆」
- 奨励賞 - 山下真詩「スティックシュガー」

第9回(2017年) 
- 新人賞－板倉ケンタ「手さぐり」
- 準賞－小山玄黙「煙」
- 奨励賞－藤本智子「行方」、筏井遙「琥珀」

第10回(2018年) 
- 新人賞－岩田奎「まだ雪に」
- 準賞－渡辺光「裏うつり」
- 大山雅由記念奨励賞－日下部大河「月面」

第11回(2019年) 
- 新人賞－谷田部慶太「はや濁る」
- 準賞－平野皓大「思ふとき」
- 大山雅由記念奨励賞－佐伯冴人「誰も知らず」

第12回(2020年) 
- 新人賞－筏井遙「うしろから」
- 準賞－若林哲哉「まなうら」
- 大山雅由記念奨励賞－林洸輝「降り出し」、中川収三「人も花も」

第13回(2021年) 
- 新人賞－根木波輝「辣油の花」
- 準賞－佐々木啄実「けふの用」
- 大山雅由記念奨励賞－中矢温「計器」

第14回(2022年) 
- 新人賞－山口遼也「微動」
- 準賞－藤井万里「四隅」
- 準賞、角川『俳句』編集長賞－川島ひろの「底迫る」
- 大山雅由記念奨励賞－田中耀「寂しい微熱」、鈴木丈句朗「柿の木」

第15回(2023年) 
- 新人賞－佐々木啄実「着岸」
- 準賞－正山小種「薬莢」、田中耀「えれうてりあ」
- 大山雅由記念奨励賞－辻村栗栖「一本」
- 角川『俳句』編集長賞－斎藤よひら「かさぶた」